# Pygopleurus zagrosensis
Pygopleurus zagrosensis là một loài bọ cánh cứng trong họ Glaphyridae. Loài này được Nikodym & Kral miêu tả khoa học năm 1998.